# 破られた条約のための行進
「破られた条約のための行進」（1972年10月3日－11月2日）は、アメリカインディアンの権利団体「アメリカインディアン運動」（AIM）が、インディアン部族の生存権と条約遵守を訴えるため、西海岸から合衆国首都ワシントンD.C.まで、自動車による抗議の行進を行ったもの。

## 概要
トーマス・ジェファーソンがインディアンの同化プロセスとして19世紀に始めたインディアン部族との連邦条約交渉は、インディアンに合衆国内務省が権利を保留する「保留地」を領土として「与え」、その管理を内務省BIA（インディアン管理局）に任せることによって、領土と引き換えにインディアンたちに食料や物資などの「年金」を支給し、彼らの生活を保障して自活を援助するというものだった。しかしこれは19世紀末にはインディアン部族の移動の自由を奪い、インディアンの保留地を巨大な収容所と変えた。さらに1934年に、合衆国は「インディアン再編成法」を施行し、各インディアン保留地に、議会制に基づく「部族会議」の設立を義務付けた。AIM女性メンバーのマリー・クロウドッグはこう述べている。
白人は「偉大なる白い父（大統領）のもと、野蛮で遅れたインディアンにも自分たちの政府を持たせてやろう」との考えで、インディアンの部族に議会制民主主義を持ち込んだのですが、これはとんでもない善意の押し付けでした。カスター中佐のような白人より、“慈善派”を気取った白人のほうがよっぽどたちが悪い。もともとインディアンの社会は、長老や酋長が合議によって方針を決める合議制社会なのです。白人の押し付けてきた制度は、ただインディアンの部族の合議による自治を破壊することに目的があったのです。
部族会議はBIAの管理の下、合衆国に都合のよい、レッド・クラウドのような「白人の砦の周りをうろつくやつら」と呼ばれるような「アンクル・トマホーク」が議長に任命され、実質的な連邦政府の傀儡となって腐敗を極めていた。伝統的な共同体を固持する「伝統派」は、現在でもこの首長制部族会議に反発して部族選挙には関わらない。保留地は「部族会議派」と、合議制に基づく伝統的共同体「伝統派」に二分されたまま、貧困と絶望に取り巻かれ、高い失業率、アルコール依存症と若年層の自殺が全米のインディアン部族の共通する直面問題となっている。
さらに1950年代初頭から、合衆国政府はインディアン諸部族の解消方針を強め、約10年間で100を超えるインディアン部族が連邦認定を取り消され、「絶滅」したことにされていった。なかでも1956年に施行された「インディアン移住法」は、保留地から都市部へインディアンを放逐させるものであり、この法によって多くのインディアン部族はその共同体を破壊された。限界集落化されたインディアン部族に対し、合衆国は連邦条約で保証した権利一切を剥奪して、領土である保留地の保留を解消し、これを没収した。1960年代には、多くのインディアンたちが都市部のスラムに追いやられ、路頭に迷っていた。
この民族的危機の中、1968年にミネソタ州でスラム育ちの若いインディアンたちが結成したインディアン団体「アメリカインディアン運動」（AIM）は、徹底して反「部族会議」の方針を採り、白人によるお仕着せを全否定し、伝統にのっとって髪を伸ばし、インディアンの装飾品を身につけ、「伝統派」と連携して宗教儀式に積極的に参加した。こうしたAIMの、白人社会や「部族会議派」からは急進的、過激とされる抗議行動は、黒人団体の公民権運動とも連携して全米規模に拡がりつつあった。

### 発端
1972年4月、「アメリカインディアン国民会議」（NCAI）の協力のもと、ワシントンD.C.に団体事務所を設立した「AIM」は、合衆国議会で1ヶ月にわたってロビー活動を行ったが、そのことごとくを無視され、不調に終わった。結局「AIM」は議会でのロビー活動をあきらめ、ワシントンD.C.の事務所を引き払った。「NCAI」が手法とした合衆国議会でのロビー活動では、白人中心の社会の中でインディアン制度の改革を望めないとして、「AIM」は新たな抗議の手法を模索することとなった。
1972年8月17日、AIMのデニス・バンクスら主導部メンバーは、サウスダコタ州のローズバッド・インディアン保留地にあるスー族の伝統派呪い師レオナルド・クロウドッグの「クロウドッグ・パラダイス」で、伝統儀式「サンダンスの儀式」に参加していた。この際に、スー族インディアンのボブ・バーネットが「破られた条約のための行進」のアイディアを出した。ボブは「NCAI」の理事長やローズバッド･インディアン保留地部族会議議長を歴任した人物で、マーチン・ルーサー・キング牧師とも連携してベトナム反戦デモにも参加していた人物だった。
ボブは「合衆国の施政と部族会議の腐敗は、いずれすべてのインディアンを絶滅させるだろう。部族会議を恥じるのではなく、誇りと尊厳を持ち、胸を張って我々インディアンが歩ける日が来ることが私の夢だ。そのために何千、何万というインディアンがワシントンまで行進し、連邦政府が差別や不正を改めるまで座り込むのだ。このサンダンスに集まった人たちが一丸となって破られた条約のために行進をするのだ」と夢を語った。ボブの平和的な直接的行動の提案は満場一致を以て採決され、彼らは早速行進の準備に取り掛かった。9月にちょうどコロラド州デンバーでは、全米のインディアン団体が集会を開いていた。若い世代のインディアンたちの「レッド･パワー」は、北米全体に拡がっていたのである。
9月30日、デンバーのニューアルバニーホテルで、AIMが「破られた条約のための行進」を提案すると、「カナダのインディアン全国友好団」、「アルコールと薬物濫用におけるアメリカインディアン委員会」、「全米ルター派インディアン会議」、「アメリカ先住民権利基金」、「全米インディアン若者会議」、「全米インディアン指導者訓練所」といったインディアン団体が協力を表明し、総勢300人を超えるインディアンたちが支援者となった。目的地のワシントンD.C.への到着予定日は、11月の合衆国大統領選挙にぶつける狙いで10月末と決められた。この時期には合衆国首都に要人は誰もいないのではないかとの意見に対して、デニス･バンクスは「どのみちインディアンの意見に耳を傾けるような政治家はいないのだから、同じことだ」と答えた。
ボブ・バーネットと、「全米インディアン指導者訓練所」議長でもあるルーベン・スネーク（ウィンネバーゴ族）が行進の実行委員長、幹事にアニタ・コリンズ（パイユート族・ショーショーニー族）、会計にラボンナ・ウェラー（カドー族）が選任されると、彼らは道筋の検討に入った。
行進は自動車で行われることに決まり、「三つのグループがアメリカ西海岸をそれぞれ出発し、AIM本部のあるミネソタ州ミネアポリスで合流した後、ワシントンD.C.へなだれ込む」、という計画が決定した。終着地ワシントンD.C.では、ボブ・バーネットとジョージ・ミッチェル、アニタ・コリンズが出迎え準備を整えることとなり、三つの出発点と取りまとめ役が、それぞれ次のように決まった。
1. 「第1キャラバン」（ワシントン州シアトル） － シド・ミルズ（ヤカマ族）、ハンク・アダムス（アシニボイン族）、ラッセル・ミーンズ（スー族）
2. 「第2キャラバン」（カリフォルニア州サンフランシスコ） － デニス・バンクス（オジブワ族）
3. 「第3キャラバン」（カリフォルニア州ロサンゼルス） － ビル・サージェント（オジブワ族）、ロッド・スケナンドア（オナイダ族）

AIMはサンフランシスコの「インディアンセンター」ほか、各地で行進の呼びかけを行い、賛同者を得て、パウワウを開いて行進費用の募金を募った。行進には10代のインディアンたちも多数参加に応じることになった。

### キャラバンの出発
1972年10月3日、キャラバンは一斉出発した。AIMはインディアンの宗教の復活を行動目標としていたので、それぞれのキャラバンは、「聖なるパイプ」を持った呪い師が先導することとなり、毎朝「聖なるパイプ」の儀式が行われた。「破られた条約」を強調するため、太鼓を持参し、これを昼夜にわたって叩くこととした。彼らの使う自動車は、俗に「インディアン・カー」と呼ばれる年代物の中古車ばかりだった。彼らは、行く先々のインディアン保留地で「伝統派」の長老や酋長、呪い師と交流し、宗教儀式を重ねた。また、彼ら「伝統派」から今後の運動の指針と、ホワイトハウスに突き付ける要求書の内容について、助言を集めた。
まず3台の車から成る「第1キャラバン」がワシントン州、アイダホ州、モンタナ州を通過。「コロンブス・デー」には、「リトルビッグホーンの戦い」の記念戦場（当時の名は「カスター記念戦場」）を訪ね、祈りを捧げた。ラッセルらはこの「記念戦場」に、金属プレートの「インディアン記念碑」を設置しようとしたが、国立公園サービス局がこれを妨害し、設置できなかった。
5台の車から成る「第2キャラバン」はネバダ州、ユタ州を通過し、ソルトレイク市で参加者を増加させた。ヴァーノン・ベルコートはモルモン教会に資金援助を呼びかけたが失敗した。が、教徒の一部はガソリンや食料を援助してくれた。ユテ族の保留地を経て、彼らはサウスダコタ州の「パインリッジ・インディアン保留地」のウーンデッド・ニーを目指した。「デニス･バンクスがパインリッジにやってくる」と聞いた、時の部族会議議長ディック・ウィルソンは、「保留地に入ったAIMはすべてぶち殺す」と脅迫声明を出したが、「第2キャラバン」はウーンデッド･ニーに到着。大集会が開かれ、300人を超える「伝統派」インディアンがさらに加わった。
「第3キャラバン」は少し遅れて、南西部を目指して出発した。オクラホマ州ロートンでは、カーター・キャンプが「シル砦インディアン学校」の占拠を試みて、BIAを慌てさせた。他のキャラバンと同様、このキャラバンもガソリンや食料を行く先々で援助されながら、目的地に向かった。
10月23日、「第3キャラバン」が他のキャラバンに遅れてミネソタ州ミネアポリスに到着。3つのキャラバンは1本の行列になった。3つのグループはそれぞれ、33以上のインディアン保留地を訪問し、ミネアポリスに着くまでに約600人の参加者を得た。

### 「二十カ条の声明文」の起稿
キャラバン行進はミネソタ州セントポールで4日間休止し、ここでルーベン・スネークら実行委員会のもと、ホワイトハウスに突き付けるための、インディアン条約権利回復の要求書が推敲された。これは最終的に、ワシントン州でのインディアンの漁業権回復運動「フィッシュ＝イン」で実績のあった、ハンク・アダムスに委ねられ、まとめられた。
この要求書は以下のようなものであり、この20項目はのちにそのままAIMの基本綱領となっている。
1. 1871年に連邦議会で打ち切られた、インディアン部族との条約締結の復活
2. インディアン部族が新しく条約を締結するための権限の設立
3. インディアンの主導者たちの連邦議会での発言権
4. インディアン条約の責務と違反の再調査
5. 未批准のインディアン条約を上院に送る
6. すべてのインディアンを条約関係に置くこと
7. 条約違反下にあるインディアン国家の救済
8. 条約によるインディアンの権利の認識
9. インディアンとの関係の再建に関して連邦とインディアン国家間の共同議会の設立
10. アメリカ合衆国下のインディアン以外も含むすべての先住民国家への、45万㎢の土地の返還
11. 権利を打ち切られたインディアン部族の再建
12. インディアン以外も含む先住民国家の、州による管轄権の撤廃
13. インディアンへの犯罪に対する、連邦政府によるインディアンの保護
14. 「BIA」（インディアン管理局）の廃止
15. 連邦政府とインディアン部族との新しい事務所の設立
16. 新しい事務所による、米国と先住民国家との間の憲法に規定する関係の修復
17. 先住民国家を、連邦の商取引、収税、貿易の制限外に置く
18. インディアンの宗教の自由と文化の保護
19. インディアン国家内での議決権の確立、連邦政府の支配からのインディアン国家の脱却
20. すべてのインディアンの人々のための健康、住宅、雇用、経済発展と教育の再構築

## キャラバン行進の到着
11月2日未明、大統領選挙の5日前に、参加者が4千人近くに膨れ上がり、長さ4マイル（約7㎞）に及ぶキャラバン行進は、ついに合衆国首都ワシントンに到着した。
ワシントンではボブ・バーネットとAIMのジョージ･ミッチェルらが宿泊場所を用意して、彼らの出迎え準備を整えていた。インディアンたちはBIA本部ビルで、内務省BIAと平和的に要求交渉を行う予定だった。ボブ・バーネットや、AIMに協力して行進に参加したスー族の伝統派呪い師のレオナルド・クロウドッグは、アイラ・ヘイズの墓前での献花の儀式を予定していた。合衆国議員や役人を招いてパウワウを開き、和やかにインディアンの権利について話し合うつもりだった。
インディアンたちは、ホワイトハウスまで歩を進め、踊りを踊って気勢を挙げた後、宿泊予定場所へ向かった。ところがBIAはAIMを「国家反逆のゴロツキ集団」と呼んで、「行進に一切協力するな」と官民の施設に通達を出していた。このBIAの通達によって、ボブとジョージが用意した宿泊場所はすべてキャンセルされてしまっていた。アイラ・ヘイズの墓参も、アーリントン墓地から「政治的であるから」として立ち入りを拒絶された。すべての予定が狂い、かろうじて宿泊所として見つけた聖ステファン教会は、ネズミやゴキブリが走り回るような廃墟だった。
この状況に不満を爆発させたインディアンたちは、宿泊場所としてBIA本部ビルを選び、州警官隊の襲撃を受けたことで、この夜、「BIA本部ビル占拠抗議」を決行することになるのである。

## 行進の賛同支援団体
- 「カナダのインディアン全国友好団」
- 「アメリカ先住民権利基金」
- 「全米ルター派インディアン会議」
- 「全米インディアン若者会議」
- 「アメリカインディアン国民会議」
- 「インディアンの労働国民会議」
- 「全米インディアン指導者訓練所」
- 「アルコールと薬物濫用におけるアメリカインディアン委員会」

他多数